# 495 př. n. l.

## Hlava státu
- Perská říše – Dareios I. (522 – 486 př. n. l.)
- Egypt – Dareios I. (522 – 486 př. n. l.)
- Sparta – Kleomenés I. (520 – 490 př. n. l.)
- Makedonie – Alexandr I. (498 – 454 př. n. l.)
- Kartágo – Hamilcar I. (510 – 480 př. n. l.)